# Déclaration conjointe des chefs d'État et de Gouvernement pour prévenir la guerre nucléaire et éviter les courses aux armements
La Déclaration conjointe des chefs d’Etat et de Gouvernement pour prévenir la guerre nucléaire et éviter les courses aux armements (en anglais : Joint Statement of the Leaders of the Five Nuclear-Weapon States on Preventing Nuclear War and Avoiding Arms Races) est un traité sur le contrôle de l'utilisation des armes nucléaires, la prévention de la guerre nucléaire et de la course à l’armement, signé le 3 janvier 2022 par la Chine, la France, la Russie, le Royaume-Uni et les États-Unis : les cinq États dotés d'armes nucléaires désignés par le TNP et membres permanents du Conseil de sécurité des Nations Unies.

## Réactions
Le Secrétaire général des Nations Unies, António Guterres, a salué l’adhésion de ces États au traité. Ma Zhaoxu, vice-ministre des Affaires étrangères chinoises, a quant à lui déclaré dans une interview aux médias que ce traité reflète la volonté de ces cinq pays d'empêcher la guerre nucléaire et fait un pas de plus dans le maintien de la stabilité stratégique mondiale et dans la réduction du risque de conflit nucléaire.